# Phaseolus anisotrichos
Phaseolus anisotrichos är en ärtväxtart som beskrevs av Diederich Franz Leonhard von Schlechtendal. Phaseolus anisotrichos ingår i släktet bönor, och familjen ärtväxter. Inga underarter finns listade i Catalogue of Life.